# Drosophila monieri
Drosophila monieri este o specie de muște din genul Drosophila, familia Drosophilidae, descrisă de Mcevey și Tsacas în anul 1987. Conform Catalogue of Life specia Drosophila monieri nu are subspecii cunoscute.